# Wildenhof (Stammbach)
Wildenhof ist ein Gemeindeteil der Marktes Stammbach im Landkreis Hof (Oberfranken, Bayern). Wildenhof liegt in der Gemarkung Förstenreuth.

## Geografie
Der Ort besteht aus zwei Einzelsiedlungen, dem Unterwildenhof und dem Oberwildenhof; heute werden beide Anwesen Wildenhof genannt. Sie liegen auf freier Flur nördlich eines namenlosen linken Zuflusses des Stammbachs. Unterwildenhof liegt an der Kreisstraße HO 35, die an Pumphaus am Wildenhof vorbei nach Horlachen (1,1 km südlich) bzw. nach Förstenreuth verläuft (1,2 km nördlich). Oberwildenhof liegt an einem Anliegerweg der nach Förstenreuth führt (1,2 km nordwestlich).

## Geschichte
Von 1797 bis 1810 unterstand Wildenhof dem Justiz- und Kammeramt Gefrees. Infolge des Ersten Gemeindeedikts wurde Wildenhof dem 1812 gebildeten Steuerdistrikt Stammbach und der zugleich entstandenen Ruralgemeinde Stammbach zugewiesen. 1840 erfolgte die Umgemeindung in die neu gebildete Ruralgemeinde Förstenreuth. Im Zuge der Gebietsreform in Bayern wurde Wildenhof am 1. Juli 1972 nach Stammbach eingemeindet.

### Einwohnerentwicklung
| Jahr      | 001857 | 001861 | 001871 | 001885 | 001900 | 001925 | 001950 | 001961 | 001970 | 001987 |
| Einwohner |        | 22     | 44     | 30     | 27     | 13     | 4      | 10     | 9      | 4      |
| Häuser    | 2      |        |        | 3      | 2      | 2      | 1      | 2      |        | 2      |
| Quelle    | [ 6 ]  | [ 9 ]  | [ 10 ] | [ 11 ] | [ 12 ] | [ 13 ] | [ 14 ] | [ 15 ] | [ 16 ] | [ 1 ]  |

## Religion
Wildenhof ist  evangelisch-lutherisch geprägt und nach St. Maria (Stammbach) gepfarrt.